# Latypica
Latypica is een geslacht van vlinders van de familie echte motten (Tineidae).

## Soorten
- L. albifusa (Meyrick, 1926)
- L. albofasciella (Stainton, 1859)
- L. constrata Meyrick, 1919
- L. corticea Meyrick, 1925
- L. malacista Meyrick, 1924
- L. retiaria Meyrick, 1919
- L. rhicnopa Meyrick, 1919